# Eltac Səfərli
Eltac Səfərli, noto come Eltaj Safarli secondo la grafia inglese (in russo Эльтадж Сафарли?, El'tadž Safarli; Baku, 18 maggio 1992), è uno scacchista azero.
Divenne Grande maestro nel 2008 all'età di 16 anni. Nella lista FIDE di gennaio 2011 ha 2629 punti Elo.

## Principali risultati
- 2002 – vince il Campionato del mondo U10 di Heraklion;
- 2003 – vince il campionato europeo under-12 di Peñíscola;
- 2006 – vince l'Open Aeroflot-B di Mosca;
- 2007 – vince l'Essent Open di Hoogeveen[1]; 2º con Nidzhat Mamedov nel campionato dell'Azerbaijan (vinto da Elmir Guseinov); 2º con Levan Pantsulaia e David Arutian a Istanbul;
- 2010 – vince il Campionato azero; in novembre vince il 17º Chigorin Memorial di San Pietroburgo, con 7,5 su 9 e una performance di 2787 punti Elo[2].